# Strada statale 9 ter del Rabbi
La ex strada statale 9 ter del Rabbi (SS 9 ter), ora strada provinciale 3 del Rabbi (SP 3) nel Forlivese e strada provinciale 9 ter del Rabbi (SP 9 ter) nel Fiorentino, è una strada provinciale italiana di importanza interregionale.
In seguito al decreto legislativo n. 112 del 1998, dal 2001, la gestione è passata dall'ANAS alla Provincia di Forlì-Cesena e alla Provincia di Firenze a cui è subentrata la Città metropolitana di Firenze.

## Storia
L'intero percorso è conosciuto fin dal medioevo grazie al valico, noto come Colla Tre Faggi, che permetteva il collegamento diretto tra Firenze el'Adriatico. Durante la dominazione dei Medici e dei Lorena, transitavano per questo passo, verso la capitale, tutti i rifornimenti di legname e grano provenienti oltre che dalla valle del Rabbi, anche da quella del Bidente.
Perse di importanza dopo la realizzazione del vicino passo del Muraglione (1836) e solo nel 1960, dopo un secolo di semiabbandono, la strada tra Premilcuore e Cavallino fu resa completamente rotabile.

## Percorso

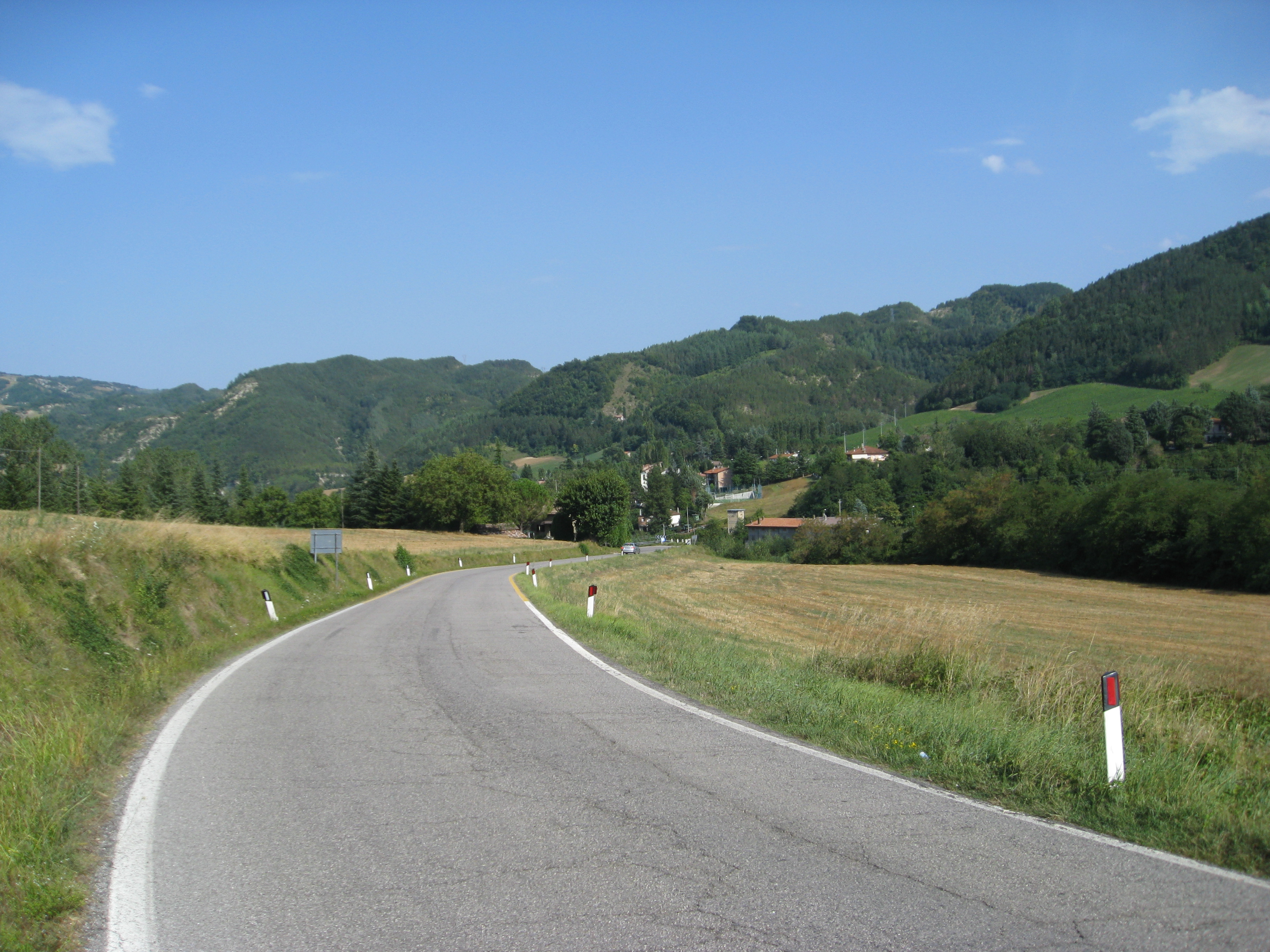
Ex strada statale 9 ter del Rabbi poco dopo Predappio

Ha inizio a Forlì, dalla periferia sud della città. Si snoda attraverso i comuni della valle del Rabbi di Predappio e Premilcuore e si immette nella strada statale 67 Tosco-Romagnola nel comune di San Godenzo, in località Cavallino. All'interno del Parco nazionale delle Foreste Casentinesi, Monte Falterona e Campigna la strada entra nel territorio provinciale di Firenze prima del Valico Tre Faggi, 930 m s.l.m., che rappresenta la massima sommità dell'intero percorso.
Superato il valico, la strada scende verso San Godenzo, intersecandosi in località Cavallino con la SS67 di cui rappresenta una biforcazione alternativa al vicino Passo del Muraglione.
Nel lato romagnolo, nelle vicinanze di Forlì. è stata protagonista di numerosi miglioramenti con l'apertura di nuovi tratti per evitare i centri abitati attraversati dalla strada; tra i principali interventi adottati, nel 2003, la nuova variante di Fiumana di Predappio, lunga 2,654 km.
Il Tour de France 2024 ha inserito l'intero tracciato della strada provinciale 9 ter del Rabbi (nella città metropolitana di Firenze) e parte di quello della strada provinciale 3 del Rabbi nel percorso della prima tappa tra Firenze e Rimini.